# Axel Bloch
Axel Bloch (5. maj 1911 i København – 1998 i Århus) var en dansk fægter. 
Axel Bloch, der repræsenterede Fægteklubben Cirklen, deltog ved Sommer-OL 1932 i Los Angeles. Axel Bloch deltog på fleuret og sabel individuelt og på fleuret, kårde og sabel for hold. De bedste placeringer blev opnået for hold, hvor resultaterne var en fjerde og to femte pladser. 
Axel Bloch var desuden fanebærer for Danmark ved åbningshøjtideligheden. 